# Eubaphe meridiana
Eubaphe meridiana är en fjärilsart som beskrevs av Slosser 1889. Eubaphe meridiana ingår i släktet Eubaphe och familjen mätare. Inga underarter finns listade i Catalogue of Life.